# راجیو الور
راجیو الور (به انگلیسی: Rajeev Alur) یک استاد آمریکایی علوم رایانه در دانشگاه پنسیلوانیا است که در روش‌های رسمی، زبان‌های برنامه‌نویسی و نظریه خودکار تخصص داشته است، از جمله معرفی خودکارهای زمان‌دار (الور و دیل ، ۱۹۹۴) و کلمات تودرتو (الور و مدوسودان، ۲۰۰۴).
پروفسور الور در پونه به دنیا آمد. او مدرک کارشناسی خود را در رشته علوم رایانه از موسسه فناوری هند کانپور در سال ۱۹۸۷ و دکترای خود را در علوم رایانه از دانشگاه استنفورد در سال ۱۹۹۱ دریافت کرد. قبل از پیوستن به دانشگاه پنسیلوانیا در سال ۱۹۹۷، او در مرکز تحقیقات علوم محاسباتی در آزمایشگاه‌های بل مشغول کار بود. تحقیقات او شامل مدل‌سازی و تحلیل رسمی برنامه‌نویسی واکنشی، سیستم‌های ترکیبی، وارسی مدل، تأیید نرم‌افزار، اتوماسیون طراحی برای نرم‌افزار تعبیه‌شده و سنتز برنامه است. او یکی از اعضای انجمن ماشین‌های حسابگر و یکی از اعضای مؤسسه مهندسان برق و الکترونیک است، و به عنوان رئیس گروه منافع ویژه در سیستم های جاسازی شده در انجمن ماشین‌های حسابگر خدمت کرده است. او از سال ۲۰۰۳ عنوان پروفسور زیسمان فامیلی را در یوپن دارد.

## جوایز و افتخارات
- جایزه حرفه‌ای از بنیاد ملی علوم ایالات متحده.[۴]
- جایزه تأیید به کمک رایانه در سال ۲۰۰۸ برای مشارکت‌های اساسی در تئوری تأیید سیستم‌های بلادرنگ (با دیوید دیل).[۵]
- ۲۰۱۰ او در سمپوزیوم منطق در علوم کامپیوتر (سمپوزیوم مؤسسه مهندسان برق و الکترونیک در منطق در علوم رایانه) جایزه آزمون زمان برای مقاله ۱۹۹۰ «بررسی مدل برای سیستم های زمان واقعی» (با دیوید دیل و کاستاس کورکوبتیس) را دریافت کرد.[۶]
- جایزه آلونزو چرچ با دیوید دیل در سال ۲۰۱۶ «به دلیل اختراع اتوماتای زمان‌بندی شده، مدلی قابل تصمیم‌گیری از سیستم‌های زمان واقعی، که ترکیبی از یک نظریه بدیع، ظریف و عمیق با تاثیر عملی گسترده است.»[۷]
- جایزه کنوت در سال ۲۰۲۴ برای "مشارکت برجسته در پایه‌های علوم رایاه به دلیل معرفی مدل‌های جدید محاسباتی که پایه‌های نظری را برای تجزیه و تحلیل، طراحی، سنتز و تایید سیستم‌های رایانه‌ای فراهم می‌کند."[۸]